# Zona sombria (geologia)
Em Geologia, uma zona de sombra sísmica ou zona sombria corresponde à um local da superfície terrestre em que não detetadas ondas sísmicas diretas (originadas de um determinado Sismo).
Em 1913, o alemão Beno Gutenberg, conseguiu demonstrar que a zona de sombra é devida a uma descontinuidade localizada a cerca de 2 900 km de profundidade (descontinuidade de Gutenberg), que marca o fim do manto e início do núcleo externo terrestre, no estado líquido. As ondas S e ondas P possuem propriedades específicas e quando viajam entre meios com diferentes propriedades físico-químicas podem ser refractadas ou absorvidas. As zonas de sombra terrestre são dependentes do valor da distância do epicentro e consequentemente do ângulo epicentral.
- Zona de sombra para as ondas sísmicas P[1] – as ondas P, tangentes ao núcleo externo, emergem até à distância de 103º e as que entram no núcleo são refractadas, indo emergir a distâncias iguais ou superiores a 142º;
- Zona de sombra para as ondas sísmicas S[1] – as ondas S, tangentes ao núcleo externo, emergem até à distância de 103º e as que entram no núcleo são absorvidas, já que o núcleo externo é líquido as ondas S não são propagadas.